# 李元旭
李元旭（：／ Lee Won-uk，1963年3月20日—），大韩民国自由派政治人物，第19至21屆國會議員。